# Campaña de Boston
La campaña de Boston fue la campaña de apertura de la Guerra Revolucionaria americana, teniendo lugar principalmente en la Provincia de Bahía de Massachusetts. La campaña empezó con las Batallas de Lexington y Concord, el 19 de abril de 1775, en  las que las milicias coloniales locales interrumpieron un intento del gobierno británico para tomar dirigentes y tiendas militares en Concord, Massachusetts. La expedición británica entera padeció importantes bajas durante el regreso a Charlestown contra un número creciente de milicia.
Posteriormente, fuerzas de milicia acumulada rodearon la ciudad de Boston, iniciando el asedio de Boston.  La acción principal durante el asedio, la batalla del Cerro de Bunker (Bunker Hill, en inglés) el 17 de junio de 1775, fue uno de los encuentros más sangrientos de la guerra, resultando en una pírrica victoria británica. Hubo también numerosas escaramuzas cerca de Boston y en el puerto de Boston.

## La guerra empieza

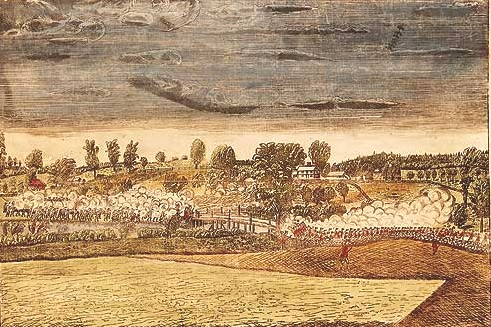
Un grabado de Amos Doolittle describe un poco de la acción en el North Bridge en Concord.

El 1 de septiembre de 1774, soldados británicos requisaron pólvora y otros suministros militares en una redada de sorpresa en un almacén de pólvora cerca de  Boston. Esta expedición, conocida como la Alarma de Pólvora, llevaría a que los patriotas americanos decidieran pasar a la acción, entre rumores que la guerra estaba a mano. A pesar de que se comprobó ser una falsa alarma, este acontecimiento — conocido como la Alarma de Pólvora— causó a todos aquellos preocupados a proceder más cuidadosamente en los días siguientes, y esencialmente proporcionó un "ensayo previo" para los acontecimientos siete meses más tarde. Parcialmente, en respuesta a esta acción, los colonizadores llevaron suministros militares de varios fuertes militares en Nueva Inglaterra y se distribuyó entre las milicias locales.
Las Colonias, a pesar de sus diferencias, se unieron como consecuencia de estos acontecimientos, concediendo el Segundo Congreso Continental (predecesor al Congreso de EE. UU. moderno) autoridad suficiente y financiando para conducir la revolución con unidad total, incluyendo financiamiento y equipo a las fuerzas militares que se formaron a raíz de esta campaña.